# Ginástica artística nos Jogos Olímpicos de Verão de 2024 - Barras paralelas
A competição das barras paralelas da ginástica artística nos Jogos Olímpicos de Verão de 2024 foi realizada na Bercy Arena em Paris, França, em 27 de julho e 5 de agosto de 2024. Um total de 65 ginastas de 27 Comitês Olímpicos Nacionais (CON) participaram do evento na fase qualificatória.

## Qualificação
Um CON poderia inscrever até cinco ginastas qualificados. Um total de 96 vagas de cota foram alocadas para ginástica artística masculina.
As 12 equipes que se classificaram enviaram cinco ginastas para a competição por equipes, para um total de 60 das 96 vagas de cota. As três melhores equipes no Campeonato Mundial de Ginástica Artística de 2022 (China, Japão e Grã-Bretanha) e as nove melhores equipes (excluindo as já classificadas) no Campeonato Mundial de Ginástica Artística de 2023 (Estados Unidos, Canadá, Alemanha, Itália, Suíça, Espanha, Turquia, Países Baixos e Ucrânia) ganharam essas vagas.
As 36 vagas restantes foram concedidas individualmente, sendo que cada ginasta poderia ganhar apenas uma vaga. Elas foram preenchidas por meio de diversos critérios baseados no Campeonato Mundial de 2023, na série da Copa do Mundo de Ginástica Artística de 2024, campeonatos continentais, garantia do país sede, garantia de realocação e convite da Comissão Tripartite.
Cada um dos 96 ginastas qualificados era elegível para a competição de barras paralelas, mas alguns não competem em todos os eventos por aparelhos.

## Formato
Os oito melhores ginastas na qualificatória (limite de dois por CON) avançam para a final. Os finalistas realizaram um exercício adicional no aparelho. As pontuações da qualificatória foram então ignoradas, com apenas as pontuações da rodada final contando. A pontuação foi de acordo com o Código de Pontos da Federação Internacional de Ginástica.

## Calendário
Horário local (UTC+2)
| Data        | Horário | Fase           | Fase         |
| ----------- | ------- | -------------- | ------------ |
| 27 de julho | 11:00   | Qualificatória | Subdivisão 1 |
| 27 de julho | 15:30   | Qualificatória | Subdivisão 2 |
| 27 de julho | 20:00   | Qualificatória | Subdivisão 3 |
| 5 de agosto | 11:45   | Final          | Final        |

## Medalhistas
| Ouro   | CHN Zou Jingyuan   |
| Prata  | UKR Illia Kovtun   |
| Bronze | JPN Shinnosuke Oka |

## Resultados

### Qualificatória
Os ginastas que se classificaram entre os oito melhores avançam para a final. No caso de dois ou mais ginastas de um mesmo CON estando entre os oito melhores, os próximos classificados após eles avançam para a final.
| Pos. | Ginasta                 | Nota D | Nota E | Pen. | Total  | Qual. |
| ---- | ----------------------- | ------ | ------ | ---- | ------ | ----- |
| 1    | CHN Zou Jingyuan        | 6.9    | 9.300  |      | 16.200 | Q     |
| 2    | CHN Zhang Boheng        | 6.4    | 8.933  |      | 15.333 | Q     |
| 3    | JPN Shinnosuke Oka      | 6.5    | 8.800  |      | 15.300 | Q     |
| 4    | UKR Oleg Verniaiev      | 6.6    | 8.666  |      | 15.266 | Q     |
| 5    | GER Lukas Dauser        | 6.6    | 8.566  |      | 15.166 | Q     |
| 6    | UKR Illia Kovtun        | 6.7    | 8.466  |      | 15.166 | Q     |
| 7    | TUR Ferhat Arıcan       | 6.9    | 8.133  |      | 15.033 | Q     |
| 8    | JPN Wataru Tanigawa     | 6.3    | 8.700  |      | 15.000 | Q     |
| 9    | JPN Kazuma Kaya         | 6.3    | 8.633  |      | 14.933 |       |
| 10   | GBR Joe Fraser          | 6.5    | 8.433  |      | 14.933 | R1    |
| 11   | JPN Daiki Hashimoto     | 6.1    | 8.733  |      | 14.833 |       |
| 12   | CHN Xiao Ruoteng        | 6.0    | 8.800  |      | 14.800 |       |
| 13   | HUN Krisztofer Mészáros | 6.4    | 8.333  |      | 14.733 | R2    |
| 14   | COL Ángel Barajas       | 6.7    | 8.000  |      | 14.700 | R3    |

### Final
Os ginastas com as melhores pontuações conquistam as medalhas.

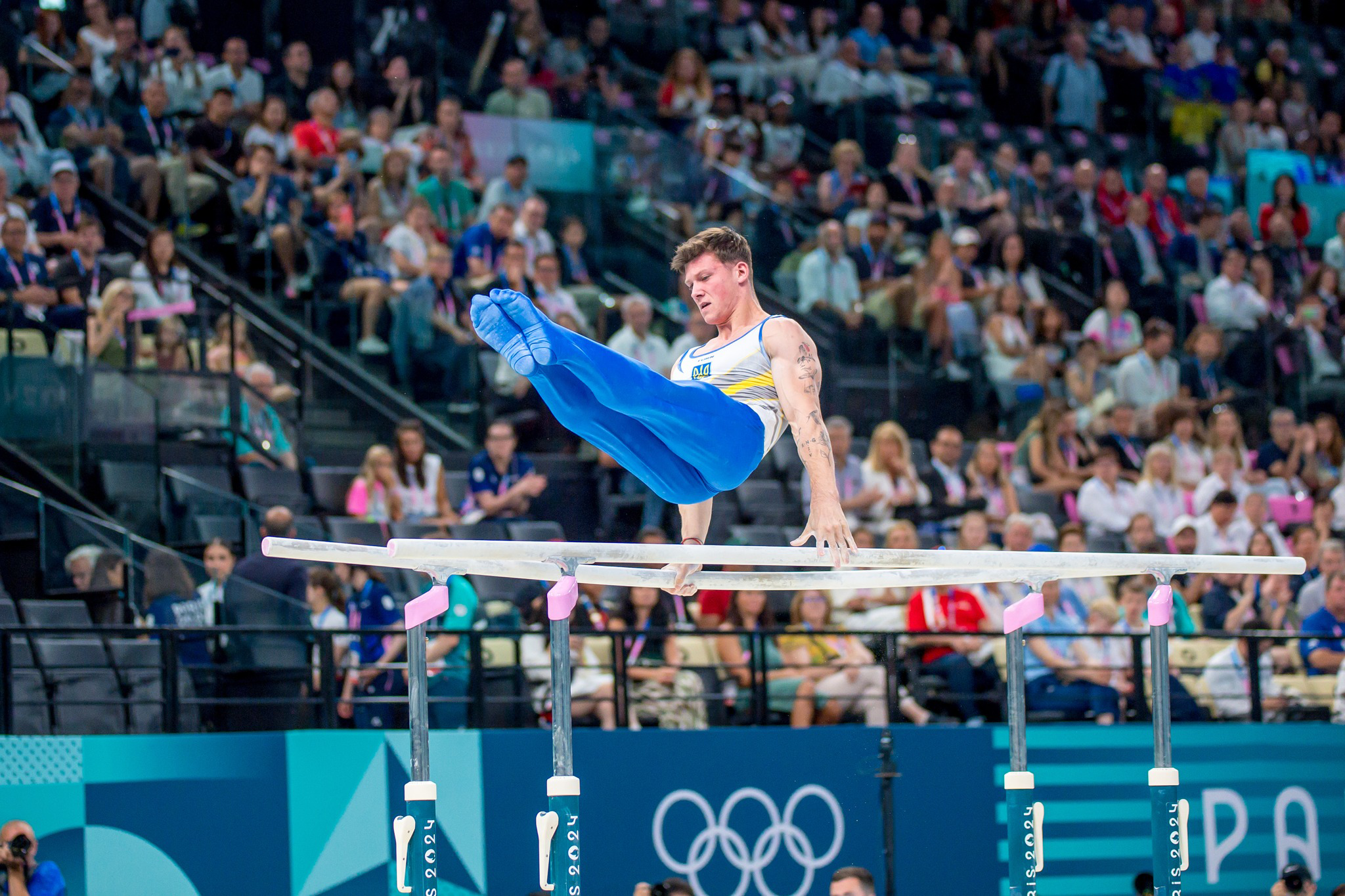
Illia Kovtun realizando sua rotina durante a final

| Pos.              | Ginasta             | Nota D | Nota E | Pen. | Total  |
| ----------------- | ------------------- | ------ | ------ | ---- | ------ |
| Medalha de ouro   | CHN Zou Jingyuan    | 6.900  | 9.300  |      | 16.200 |
| Medalha de prata  | UKR Illia Kovtun    | 7.000  | 8.500  |      | 15.500 |
| Medalha de bronze | JPN Shinnosuke Oka  | 6.500  | 8.800  |      | 15.300 |
| 4                 | CHN Zhang Boheng    | 6.400  | 8.700  |      | 15.100 |
| 5                 | TUR Ferhat Arıcan   | 6.900  | 8.200  |      | 15.100 |
| 6                 | JPN Wataru Tanigawa | 6.300  | 7.833  |      | 14.133 |
| 7                 | GER Lukas Dauser    | 6.000  | 7.700  |      | 13.700 |
| 8                 | UKR Oleg Verniaiev  | 6.200  | 7.100  |      | 13.300 |